# Polygoonbos
Het Polygoonbos, of Doelbos of Den Doel is een bos in de Belgische gemeente Zonnebeke. Het is na het Zoniënwoud het oudste domeinbos van België. Het bos is ongeveer 69 ha groot en ligt 1,6 km ten zuiden van het dorpscentrum van Zonnebeke. Net ten zuidwesten van het bos loopt de snelweg A19. Het Polygoonbos is Europees beschermd als onderdeel van het Natura 2000-gebied 'West-Vlaams Heuvelland'.
Het bos bestaat vooral uit dennenbomen, de Corsicaanse den of zogenaamde Koekelareden, maar de laatste jaren zijn er ook loofbomen aangeplant.
In de omgeving liggen nog verschillende andere, kleinere bossen, zoals het Reutelbos, Vijverbos, Nonnebossen en iets verder de verschillende bossen van de Gasthuisbossen.

## Geschiedenis
Tot in de middeleeuwen was heel de regio in het westen van West-Vlaanderen en Noord-Frankrijk een dicht, dunbevolkt bosgebied. Tegen de 11de eeuw was het bosgebied in drie gebieden uiteengevallen. Het ongeveer 13.000 ha grote Dickebusch was het grootste, en besloeg onder meer het huidige Zonnebeke, Moorslede en het oosten van Ieper. De gronden behoorden vanaf de 12de eeuw eeuwenlang toe aan de vrouwenabdij Nonnebossche. Het land werd steeds verder in cultuur gebracht en de bosoppervlakte nam af. Op de kaarten van Willem en Joan Blaeu uit 1645 is wordt het "Nonnenbosch" vermeld. Rond 1775 besloeg het bezit van de abdij nog zo'n 1775 ha.
Na de Franse Revolutie werden vele kerkelijke goederen in beslag genomen en vele voormalige abdijbezittingen kwamen na verkoop in particuliere handen. Enkel de bossen en minder vruchtbare heidegebieden bleven eigendom van de Franse bezetter. Tijdens de Hollandse periode in de eerste helft van de 19de eeuw telde het staatsbos nog zo'n 331 ha. Ook dit gebied werd verkaveld en in vijf loten verder verkocht. Een lot van 69 ha raakte niet verkocht, dat is het huidige bos. De Hollanders gebruikten het als militaire oefenterrein voor hun troepen uit Ieper. Na de Belgische onafhankelijkheid kwam het bos in Belgische handen, en voortaan oefende het Belgisch leger er. Vanwege zorgen om de veiligheid van omwonenden richtte men een aarden heuvel op in de noordoosthoek van het terrein. Deze heuvel, een "butte" of "doel", moest kogels bij schietoefeningen tegenhouden en werd Den Doel genoemd.
Het bos werd tijdens de Eerste Wereldoorlog volledig verwoest. Het bos had een strategische ligging op de Midden-West-Vlaamse Heuvelrug en lag aan het front van de Ieperboog. Bij de Eerste Slag om Ieper werden eind oktober 1914 alle Duitsers door het Britse leger uit het bos verdreven. Op 3 mei 1915 gaven de Britten het bos weer uit handen tijdens de Tweede Slag om Ieper. Pas in september 1917 tijdens de Derde Slag om Ieper heroverden Australische troepen het bos weer in de slag om het Polygonebos. Tijdens het Duitse lente-offensief in 1918 werd het bos weer uit handen gegeven, maar op 28 september 1918 werd het definitief veroverd door de 9e Schotse Divisie. In het bos zijn nog sporen van de oorlog te vinden, zoals resten van bunkers. In het bos liggen twee Britse militaire begraafplaatsen. Na de oorlog werd de munitie geruimd, werden de verbrande bomen gerooid en verschillende militaire restanten gesloopt. In de jaren 20 werd het gebied herbebost. Ook in de Tweede Wereldoorlog fungeerde het als militair oefenterrein en opnieuw moest men na de oorlog herbebossen.
Sinds 1972 is het bos voor het publiek opengesteld.

## Natuur
De natuur heeft van de oorlogshandelingen en de bijbehorende ontbossing veel te lijden gehad. Herplant gebeurde veelal met naaldhout. Later werden ook inheemse loofbomen geplant. Langs de Reutelbeek vindt men een klein perceel elzenbroekbos met onder meer bospaardenstaart en moerasviooltje. Herstel van natte en droge heide heeft plaatsgehad, en daar vindt men tormentil, ronde zonnedauw, liggende vleugeltjesbloem en moeraswolfsklauw.
Er broeden veel roofvogels als buizerd, torenvalk, sperwer en boomvalk. Amfibieën zijn: alpenwatersalamander, kleine watersalamander, groene kikker, bruine kikker en gewone pad.

## Bezienswaardigheden
- Buttes New British Cemetery, een Britse militaire begraafplaats naast de kunstmatige heuvel in het bos. Hier bevindt zich ook een Nieuw-Zeelands herdenkingsmonument.
- Polygon Wood Cemetery, een Britse militaire begraafplaats aan de noordrand van het bos.

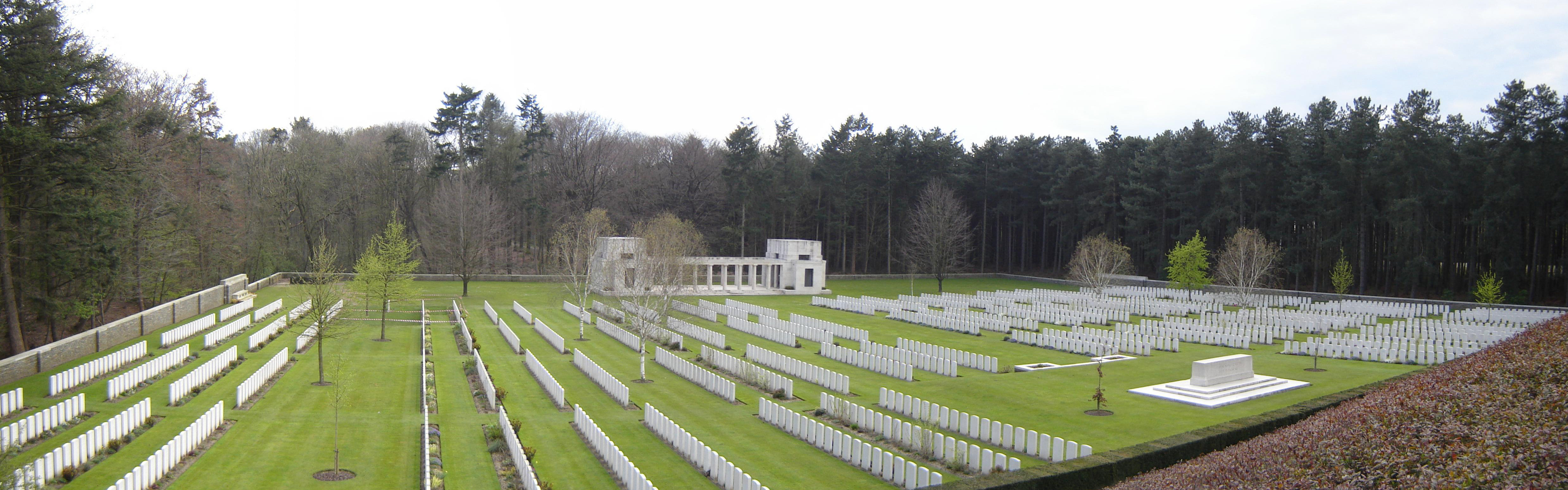
Buttes New British Cemetery in het Polygoonbos